# جان کوک (بازیکن فوتبال، زاده ۱۹۴۲)
جان کوک (انگلیسی: John Cooke؛ زادهٔ ۱۸ مارس ۱۹۴۲) بازیکن فوتبال اهل بریتانیا است.
از باشگاه‌هایی که در آن بازی کرده‌است می‌توان به باشگاه فوتبال پورت ویل، باشگاه فوتبال مکلسفیلد تاون، باشگاه فوتبال آلترینچام، باشگاه فوتبال چورلی و باشگاه فوتبال مورکم اشاره کرد.